# ローゼンムント還元
ローゼンムント還元（ローゼンムントかんげん、Rosenmund reduction）はカルボン酸ハロゲン化物を硫酸バリウムに担持したパラジウムを触媒として還元するとアルデヒドとなる還元反応のことである。
1918年にカール・ローゼンムントによって報告された反応で、主に芳香族アルデヒドの合成に用いられている。
原報では水素ガスを吹き込みながら、キシレンなどの炭化水素系溶媒を加熱還流させて、反応で発生する塩化水素ガスを系外にパージしてこれを水にトラップし、アルカリで滴定して塩化水素ガスの発生が止まったことが確認できるまで反応を行なうというものであった。
この温度条件では通常のパラジウム触媒ではハロゲン化アシルはアルコールまで還元されてしまうが(この場合原料のハロゲン化アシルと反応したエステルができる)、硫酸バリウムを担体に用いることで触媒の活性が低下してアルデヒドに部分還元することができるとされている。
しかし、報告された当初から溶媒等の精製度によって反応の成否が影響されるという問題が指摘されており、そのためキノリンと硫黄を加熱して調製されるキノリン-Sと呼ばれる添加剤を加えて被毒することで触媒活性を調整することが通常行なわれていた。
また、原料のハロゲン化アシルをカルボン酸から調製する際には塩化チオニルや塩化オキサリルを用いるべきである。
三塩化リンなどのリン系のハロゲン化剤を使用するとハロゲン化アシル中に残る微量のリン化合物が触媒毒として働くため、反応が失敗する可能性が高まる。
水素ガスを開放系で扱っており危険性を伴う原報に代わって、系内に無水酢酸ナトリウムを塩化水素ガスをトラップする塩基として加えることで密閉系で反応できる改良法が報告された。
また、塩基としてジイソプロピルエチルアミンや2,6-ルチジンといったかさ高いアミンを使うことでキノリン-Sを加えなくとも反応を再現性良く行なえることも報告されている。